# Koerdische tapuit
De Koerdische tapuit (Oenanthe xanthoprymna) is een zangvogel uit de familie Muscicapidae (vliegenvangers).

## Kenmerken
De vogel is 14 tot 15 cm lang. Deze tapuit lijkt sterk op de roodstaarttapuit (die vroeger als ondersoort werd beschouwd) en de roodstuittapuit. Het mannetje van de Koerdische tapuit heeft in de broedtijd een roestrode stuit, met daaronder de zwarte omgekeerde T op een verder witte staart. Bij de oostelijke soort is de staart roestrood, met een zwarte omgekeerde T (dus geen wit). Bij onvolwassen vogels gaat dit kenmerk niet op. Mannetje en vrouwtje verschillen in de broedtijd niet veel van verenkleed. De kleuren zijn bij het vrouwtje wat flets.

## Verspreiding en leefgebied
Deze soort komt voor in Oost-Turkije en Iran. de vogel trekt in de winter naar het zuiden van het Arabisch schiereiland en de westkust van de Rode Zee. Het leefgebied bestaat uit stenige hellingen in spaarzaam begroeide berggebieden vaak op hoogten tussen 1200 tot 4000 m boven zeeniveau.

## Status
De grootte van de populatie wordt geschat op 12 tot 40 duizend volwassen individuen. Men veronderstelt dat de soort in aantal stabiel is. Om deze redenen staat de Koerdische tapuit als niet bedreigd op de Rode Lijst van de IUCN.